# Jeunes libéraux (Allemagne)
Pour les articles homonymes, voir Jeunes libéraux.
Les Jeunes libéraux (Junge Liberale, JuLis), fondés en 1980, constituent le mouvement de jeunesse du Parti libéral-démocrate allemand (FDP) depuis 1983. Comptant onze mille cinq cents membres en 2010, les JuLis sont la troisième organisation de jeunesse politique d'Allemagne et disposent de leur indépendance organisationnelle et financière vis-à-vis du FDP.

## Idéologie

### Programme
Le premier programme des JuLis de l'Allemagne réunifiée, baptisé « Le libéralisme humaniste », a été adopté à Hanovre le 6 mars 1994, lors du 8e congrès fédéral, après plusieurs années de débats internes. Il a été révisé lors du 37e congrès fédéral de Pforzheim, le 26 octobre 2008. Il a alors pris le titre de « Le libéralisme humaniste – Pensée pour l'avenir », là encore après de nombreuses discussions entre les délégués, y compris dans les conférences régionales. Il met l'accent sur le libéralisme dans sa globalité, c'est-à-dire aussi bien les droits civils que l'économie de marché.

### Points communs et divergences
De manière générale, les positions des Jeunes libéraux ne diffèrent pas sensiblement de celles du FDP, même s'il existe, dans le détail, des différences significatives. Ainsi, le mouvement de jeunesse défend la dépénalisation et la légalisation du cannabis ainsi que l'introduction de coffee shop en Allemagne, sur le modèle néerlandais. Par ailleurs, l'organisation met bien plus l'accent sur les questions socio-politiques et écologiques que la formation politique libérale, ce qui a même conduit cette dernière à inclure des objectifs de protection de l'environnement lors de son congrès fédéral de 2006 à Rostock.
Les JuLis se révèlent également beaucoup plus radicaux que le FDP en matière de politique économique. Encore plus que le parti, les Jeunes libéraux se considèrent comme les gardiens de la doctrine du libéralisme économique. Ils sont ainsi opposés à l'adhésion obligatoire à une chambre de commerce et d'industrie et défendent une économie sociale de marché fonctionnant avant tout sur une base libérale.

### L'influence sur le FDP
Le mouvement aime se voir comme le moteur du Parti libéral. Ainsi, l'engagement du FDP en faveur d'une économie de marché écologique ou d'une libéralisation contrôlée des drogues dures, pris à Münster en 1993, ou de l'abolition du service militaire obligatoire, adopté à Berlin en 2001, a été voté, à une faible majorité, après une demande en ce sens des JuLis. L'organisation a également réclamé un changement dans le préambule du programme fondamental du parti lors de son congrès de Wiesbaden, en 1997, afin d'élargir les préoccupations principales des libéraux à la politique intérieure et juridique, et non seulement aux questions économiques. Les Jeunes libéraux ont en outre obtenu, en 1993, la rupture des liens avec le Parti autrichien de la liberté (FPÖ). Lors des congrès du FDP en 2005 et 2008, ils ont réclamé l'abrogation du système fédéral d'écoutes téléphoniques et l'adoption d'un nouveau programme fondamental par le parti.

## Structure

### Organisation
Les Jeunes libéraux constituent une organisation fédérale comptant plus de onze mille membres. Au niveau local, elle s'organise en sections de quartier, de commune ou ville, puis en fédérations d'arrondissement, éventuellement de district, et régionales. Dans les villes-arrondissements, la section municipale et la fédération d'arrondissement sont confondues. Dans leur immense majorité, les structures locales des JuLis respectent les délimitations administratives des secteurs qu'elles concernent : c'est ainsi qu'il y a seize fédérations régionales, correspondant aux seize Länder du pays.
Chaque année, les assemblées de militants au niveau local, ainsi que les congrès régionaux et fédéraux, désignent un comité directeur (Vorstand). En fonction des fédérations, les délégués au congrès fédéral annuel sont élus par le congrès régional ou par les congrès de district. En outre, tous les deux ans, les congrès régionaux et fédéraux nomment un tribunal d'arbitrage interne.

### Militantisme
Seuls peuvent être membres des Jeunes libéraux les personnes âgées de 14 à 35 ans. Passé cet âge, la révocation est automatique et entraîne la perte de fonction pour les militants qui en exerçaient une. Les adhérents payent une cotisation, en fonction de leur situation financière et professionnelle. Le montant est déterminé et collecté par chaque fédération d'arrondissement.
L'obligation d'adhésion simultanée aux JuLis et au FDP a été supprimée en 1990, après d'âpres discussions, lors du congrès d'unification avec les jeunes libéraux d'Allemagne de l'Est (JuliA). Toutefois, l'appartenance au parti est obligatoire pour les membres du comité directeur fédéral et certains membres des comités directeurs locaux.
L'organisation édite quatre fois par an son propre magazine : Jung & Liberal.

## Histoire

### L'opposition aux Jeunes démocrates
Dès le début des années 1970, des jeunes membres du FDP s'opposent à la politique des Jeunes Démocrates (de) (JD), qui constituait alors l'organisation de jeunesse du parti. Alors que les JD se revendiquaient membres de l'Opposition extra-parlementaire (APO), qui affirmait que « Le FDP est l'agent des forces contre lesquelles nous nous battons », et que la formation était dirigée par son aile gauche, les fondateurs des JuLis se classaient plus à droite en défendant le libéralisme économique avant tout. Souhaitant créer une nouvelle organisation de jeunesse pour le FDP, ils commencèrent à abandonner les JD pour fonder leur propre organisation. Les premières scissions se produisirent à Edingen-Neckarhausen, en 1974, à Bonn et Starnberg en 1975, et à Berlin en 1978.

### L'organisation des jeunes du FDP
Le 21 janvier 1979 est fondée la Communauté de travail des jeunes libéraux au sein du FDP (Arbeitsgemeinschaft Junger Liberaler in der FDP) à Bonn. Elle se dote d'un comité de coordination, chargé de coordonner les activités de ses différents groupements, et adopte un manifeste fondateur. Des groupes de discussion régionaux sont institués, qui donnent naissance en 1980 aux premières fédérations régionales en Sarre, Rhénanie-du-Nord-Westphalie, Basse-Saxe et à Hambourg. Le premier congrès fédéral des JuLis, réuni les 1er et 2 novembre 1980 à Bonn-Bad Godesberg, désigne Hans-Joachim Otto à la présidence fédérale.
Au cours de l'année 1982, le FDP prend ses distances avec les Jeunes Démocrates (de) (JD), puis décide, après avoir mis fin à la coalition sociale-libérale fédérale de Helmut Schmidt pour s'allier avec Helmut Kohl dans une coalition noire-jaune au mois d'octobre, de faire des Jeunes libéraux sa nouvelle organisation de jeunesse. L'année suivante, l'organisation se dote d'un nouveau président fédéral, Guido Westerwelle, qui occupe ce poste jusqu'en 1988.

### L'Allemagne réunifiée
En Allemagne de l'Est, apparaît en novembre 1989 l'Action des jeunes libéraux (JuliA), mouvement de jeunesse indépendant mais proche du Parti libéral-démocrate d'Allemagne (LDPD). La JuliA regroupe la Jeunesse libérale-démocrate (LDJ) de Dresde, les Jeunes libéraux d'Iéna, l'organisation LILA - Les Jeunes démocrates de Berlin et les Jeunes libéraux de Potsdam. L'organisation tient son congrès fondateur à Weimar en février 1990. En septembre suivant, la JuliA et les JuLis conviennent de fusionner lors d'un congrès organisé à Berlin, dans le palais du Reichstag, devenant le mouvement de jeunesse du FDP pour les deux Allemagne, puis pour le pays tout entier à la suite de la réunification.
Aux élections fédérales de 2005, huit membres de l'organisation ont été élus au Bundestag, dont le benjamin des élus FDP. Lors du scrutin de 2009, les JuLis ont fait élire dix-sept membres, dont le benjamin de l'assemblée, alors que le groupe libéral compte quatre-vingt-treize élus. Avec plus de 18 % de députés fédéraux du parti dont ils dépendent, les Jeunes libéraux sont le mouvement de jeunesse le mieux représenté au Bundestag.

### Président fédéraux des JuLis
| Nom                 | Dates       | Dates       | Autres fonctions                                                                              |
| ------------------- | ----------- | ----------- | --------------------------------------------------------------------------------------------- |
| Hans-Joachim Otto   | 1980        | 1983        | Secrétaire d'État au ministère fédéral de l'Économie                                          |
| Guido Westerwelle   | 1983        | 1988        | Président fédéral du Parti libéral-démocrate Ministre fédéral des Affaires étrangères         |
| Georg Neubauer      | 1988        | 1989        |                                                                                               |
| Hermann Brem        | 1989        | 1989        | Adhérent de l'Alliance 90 / Les Verts                                                         |
| Birgit Homburger    | 1990        | 1993        | Présidente du groupe FDP au Bundestag                                                         |
| Ralph Lange         | 1993        | 1995        |                                                                                               |
| Michael Kauch       | 1995        | 1999        | Député fédéral de Rhénanie-du-Nord-Westphalie                                                 |
| Daniel Bahr         | 1999        | 2004        | Député fédéral de Rhénanie-du-Nord-Westphalie Président du FDP de Rhénanie-du-Nord-Westphalie |
| Jan Dittrich        | 2004        | 2005        |                                                                                               |
| Johannes Vogel      | 2005        | 2010        | Député fédéral de Rhénanie-du-Nord-Westphalie                                                 |
| Lasse Becker        | 2010        | 2013        |                                                                                               |
| Alexander Hahn      | 2013        | 2014        |                                                                                               |
| Konstantin Kuhle    | 2014        | 2018        |                                                                                               |
| Ria Schröder        | 2018        | 2020        |                                                                                               |
| Jens Teutrine       | 2020        | 2021        |                                                                                               |
| Franziska Brandmann | Depuis 2021 | Depuis 2021 |                                                                                               |